# Liste norwegischer Eisenbahngesellschaften
Diese Liste norwegischer Eisenbahngesellschaften enthält Aktiengesellschaften, kommunale Gesellschaften mit teilweise staatlicher Unterstützung und weitere Unternehmen, die Eisenbahnstrecken im norwegischen Eisenbahnnetz gebaut und/oder betrieben haben oder betreiben. In den Tabellen sind Eisenbahnverkehrsunternehmen, Eisenbahninfrastrukturunternehmen sowie Gesellschaften, die beide Betriebszweige unterhalten, aufgeführt.
Die Eisenbahnverkehrsunternehmen, die keine eigene Infrastruktur besitzen, sondern Zugverkehr auf dem Netz eines anderen Unternehmens betreiben, sind mit "kein eigenes Netz" gekennzeichnet.

## Liste heutiger norwegischer Eisenbahngesellschaften
Eisenbahninfrastrukturunternehmen:
- Bane NOR SF (4219 km mit 1435 mm Normalspur)

Eisenbahnverkehrsunternehmen, die Güterverkehr betreiben:
- CargoNet AS
- LKAB Malmtrafik: Erztransporte
- Flåm Utvikling AS
- OnRail Scandinavia
- RailCombi: Rangierverkehr in Containerterminalen

Eisenbahnverkehrsunternehmen, die Personenverkehr betreiben:
- Flytoget AS: Flughafenexpress Oslo (bis 2028)
- Go-Ahead Nordic/Norge: Trafikkpakke 1 Sør (2019–2027)
- SJ: Schnellzüge Oslo – Stockholm über Karlstad
- SJ Norge: Trafikkpakke 2 Nord (2020–2028)
- Vy (bis April 2019 Norges Statsbaner AS, NSB): Trafikkpakke 3 Vest (2020–2029), sowie Reste des ehemaligen NSB-Großvertrages, inkl. Regionalzüge nach Göteborg und Kristinehamn
- Vy Gjøvikbanen: Regionalzüge Oslo – Gjøvik (2006–2024)
- Vy Tåg: Nachtzüge Narvik/Luleå – Stockholm (2020–2024)

Die Vergabe folgender Trafikkpakke, unter anderem Lokal- und Regionalverkehre um Oslo, ist wie folgt geplant:
- Trafikkpakke Øst (2022)
- Trafikkpakke Oslokorridoren (2023)
- Trafikkpakke Flytoget (2025)

## Liste ehemaliger norwegischer Eisenbahngesellschaften
| Gesellschaft                 | Abkürzung | Streckenname                 | Streckenlänge     | Spurweite         | Bemerkungen, z. B.: betriebene Eisenbahnstrecken                                                                          |
| ---------------------------- | --------- | ---------------------------- | ----------------- | ----------------- | --- |
| Dunderland Iron Ore Company  | DIOC      | Dunderlandsbanen             | 23,7 km           | 1435 mm           | (1904–1942), Bahnstrecke Storforshei–Gullsmedvik, 1942 durch Organisation Todt ausgebaut und in Nordlandsbanen integriert |
| Holmestrand–Vittingfossbanen | HVB       | Holmestrand–Vittingfossbanen | 29,8 km           | 1067 mm           | (1886–1934), Bahnstrecke Holmestrand–Vittingfoss, 1934 von Vestfold Privatbaner übernommen                                |
| Jernbaneverket               | JBV       |                              |                   | 1435 mm           | 1996 bis 31. Dezember 2016 – Nachfolger wurde Bane NOR                                                                    |
| Linx                         |           |                              |                   |                   | gemeinsames Unternehmen von SJ und Norges Statsbaner                                                                      |
| Norges Statsbaner            | NSB       |                              |                   | 1067 mm / 1435 mm | (1883–1996), Nachfolger: Norges Statsbaner BA                                                                             |
| Norges Statsbaner BA         | NSB       |                              |                   | 1435 mm           | (1996–2002) Nachfolger: Norges Statsbaner AS                                                                              |
| Norges Statsbaner AS         | NSB       |                              |                   | 1435 mm           | (2002– 23. April 2019) Nachfolger: Vy / Vygruppen AS                                                                      |
| Norsk Hoved-Jernbane         | NHJ       |                              | 68 km             | 1435 mm           | (1850–1926), Hovedbanen, Eidsvoll–Oslo, 1926 von Norges Statsbaner übernommen                                             |
| NSB Gods                     | NSB       |                              | kein eigenes Netz |                   | wurde CargoNet |
| Ofotbanen AS                 | OBAS      |                              | kein eigenes Netz |                   | Insolvenz 2009 |
| Peterson Rail                |           |                              | kein eigenes Netz |                   | (2007–2012), schwedisch-norwegisches Unternehmen, insolvent                                                               |
| Tønsberg–Eidsfossbanen       | TEB       | Tønsberg–Eidsfossbanen       | 48,1 km           | 1067 mm           | (1901–1934), Bahnstrecke Tønsberg–Eidsfoss, 1934 von Vestfold Privatbaner übernommen                                      |
| Unionsexpressen              |           |                              | kein eigenes Netz |                   | gegründet 2008, Insolvenz 2009                                                                                            |
| Vestfold Privatbaner         |           |                              | 77,9 km           | 1067 mm           | (1934–1938), Bahnstrecke Holmestrand–Vittingfoss und Bahnstrecke Tønsberg–Eidsfoss, 1938 Stilllegung beider Strecken      |

## Liste norwegischer Museumsbahngesellschaften/Museumsbahnvereine
| Name                   | Abkürzung | Länge Streckennetz | Spurweite | Bemerkungen                                                                   |
| ---------------------- | --------- | ------------------ | --------- | ----------------------------------------------------------------------------- |
| Stiftelsen Krøderbanen |           | 7,5 km             | 1435 mm   | (1985– ), Bahnstrecke Krøderen–Vikersund, betrieben durch Norsk Jernbaneklubb |
| Norsk Jernbaneklubb    |           | 18 km              | 1435 mm   | (1993– ), Bahnstrecke Garnes–Midttun, betrieben durch Norsk Jernbaneklubb     |